# Roton

A rotonhoz kapcsolódó diszperziós reláció azt mutatja meg, hogyan változik a kvázirészecske energiája a lendület függvényében. A szuperfolyékony héliumban (és más hasonló kvantumrendszerekben) ez a görbe nem egyszerűen monoton növekvő: az energia először egy maximumot ér el (ez a maxonhoz kapcsolódik), majd egy minimumot, amelyet a roton minimumának nevezünk.

Az elméleti fizikában a roton olyan elemi gerjesztés vagy kvázirészecske, amely szuperfolyékony hélium-4-ben, valamint Bose–Einstein kondenzátumokban fordul elő, különösen akkor, ha hosszú hatótávolságú dipólus kölcsönhatások vagy spin-pálya csatolás is jelen van. Az ilyen szuperfolyadékok elemi gerjesztéseinek diszperziós relációja kezdetben lineárisan növekszik, azonban a lendület növekedésével először egy maximumot, majd egy minimumot mutat. Azokat a gerjesztéseket, amelyek lendülete még a lineáris tartományba esik, fononoknak nevezzük. A minimum közelében levő gerjesztéseket nevezzük rotonoknak, míg a maximum közelében találhatókat maxonoknak hívják.
A „rotonszerű” kifejezést olyan gerjesztési módokra is alkalmazzák, amelyeket háromdimenziós metamateriális szerkezetekben jósoltak meg, amelyekben a kölcsönhatások túlmutatnak a közvetlen szomszédok közötti kapcsolaton. Ezeket a rotonszerű diszperziós relációkat környezeti feltételek mellett is megfigyelték: akusztikus nyomáshullámok esetében csatornaalapú metamateriális struktúrákban, hallható frekvenciákon, valamint transzverzális rugalmas hullámok esetében mikroméretű metamateriális rendszerekben, ultrahang frekvenciatartományban.

## Kvázirészecske
A kvázirészecske nem önálló, elemi részecske, hanem egy adott fizikai rendszer – például egy szilárdtest vagy folyadék – kollektív viselkedését leíró matematikai és fizikai fogalom. Lényegében olyan gerjesztések vagy kölcsönhatási mintázatok, amelyek egy részecske-szerű viselkedést mutatnak. Bár nem léteznek különálló objektumként a vákuumban, az adott anyagrendszeren belül úgy viselkednek, mintha valódi részecskék lennének: rendelkeznek impulzussal, energiával, sőt, akár tömeggel és spin-szerű tulajdonságokkal is.
A kvázirészecskék csak ott és addig értelmezhetők, ahol az az anyag, illetve annak az anyagnak a speciális kvantumállapota jelen van. Például a fonon a kristályrács rezgési hullámait írja le, a roton pedig a szuperfolyékony hélium-4 egyfajta kollektív gerjesztése. Mivel ezek az állapotok az anyag szerkezetéhez és kölcsönhatásaihoz kötődnek, térbeli előfordulásuk sem tetszőleges – csak bizonyos körülmények, például alacsony hőmérséklet vagy különleges kvantumfázis mellett jelenhetnek meg.
A kvázirészecskék nem elhanyagolhatóak a modern kondenzált anyagok fizikájában, hiszen ők teszik lehetővé a bonyolult, sokrészecskés rendszerek egyszerűbb, intuitív leírását.

## Felfedezése
Lev Davidovics Landau Nobel-díjas fizikus a szuperfolyékony hélium vizsgálatakor feltételezte a létezését, és írta le a hélium mikroszkopikus örvényszerű gerjesztéseinek, a rotonoknak a tulajdonságait.
A folyékony hélium viselkedése 2,17 Kelvin hőmérséklet alá hűtésekor hirtelen megváltozik, szuperfolyékonnyá válik. Ez azt jelenti, hogy gyakorlatilag súrlódás nélkül áramlik át egyik része a kapillárison. A hélium másik része erősen felmelegszik, mintha a folyadék hideg része távozott volna az edényből. Landau ötlete, amely ma már a kvantumfolyadékok elméletének alapja, azt mondja ki, hogy a szuperfolyékony hélium viselkedését elemi gerjesztések (fononok és rotonok) határozzák meg, melyek lehetővé teszik kétféle hanghullám terjedését.
Landau pontosan megjósolta ezen gerjesztések, köztük a „roton”-ok, és az általuk meghatározott hullámok tulajdonságait.
Ezeket neutronnyalábbal végzett kísérletekkel sikerült kimutatni még Landau életében; egy ilyen kísérlet során a héliumon neutronnyalábot engedtek át, és a neutronsugár szóródásából világosan kiderült a rotonok létezése és Landau által megjósolt tulajdonságai.
Landau 1962-ben fizikai Nobel-díjat kapott a szuperfolyékonyság matematikai elméletének kidolgozásáért, amely a folyékony hélium tulajdonságait írja le 2,17 K (−270,98 °C) alatti hőmérsékleten. A szilárd és folyékony anyagra, különösképpen a folyékony héliumra vonatkozó úttörő elméleteiért értékelték a díjjal.